# Janni Serra
Janni-Luca Serra (født 13. marts 1998 i Springe) er en tysk fodboldspiller, der spiller for danske AGF. Han har tidligere spillet i Borussia Dortmund, VfL Bochum, Holstein Kiel og Arminia Bielefeld.

## Klubkarriere

### Ungdom og tidlige seniorkarriere
Serra begyndte som forsvarsspiller i blandt andet Hannover 96, men kom som 16-årig til Borussia Dortmund. Her var han med til at vinde flere tyske ungdomsmesterskaber, og han fik debut på klubbens andethold i 2017. Det var, mens han spillede i Dortmund, han blev omskolet til angriber.
I vinterpausen 2017-2018 blev han udlejet til VfL Bochum for resten af sæsonen, og han fik flere kampe for klubben, fortrinsvis som indskifter.

### Holstein Kiel
I sommeren 2018 skiftede Serra til den nyoprykkede 2. Bundesligaklub Holstein Kiel, hvor han fik en treårig kontrakt. Her blev han straks en fast bestanddel af startopstillingen og opnåede 30 kampe i sin første sæson, og han blev topscorer for klubben samme sæson med 11 mål. Successen fortsatte i den følgende sæson, hvor han scorede otte mål i 19 kampe, inden han var ude resten af sæsonen med en lårskade. I 2020-2021-sæsonen var han tilbage med 31 kampe og 13 mål, og han var dermed med til at sikre klubben en tredjeplads og deltagelse i playoff, som dog ikke førte til oprykning.

### Arminia Bielefeld
Efter udløbet af kontrakten med Kiel skiftede Serra til Bundesligaklubben Arminia Bielefeld på en fireårig kontrakt. Opholdet her blev dog ikke så positivt, idet klubben rykkede ud af Bundesligaen i 2022, og i 2023 blev det til endnu en nedrykning. Serra spillede 56 kampe i de to sæsoner og scorede ti mål.

### AGF
Efter nedrykningen med Bielefeld i sommeren 2023 havde Serra mulighed for at komme ud af sin kontrakt, og dette benyttede han til at skrive kontrakt med AGF i den danske superliga.
Den første sæson i AGF blev ikke så stor en succes for Serra, der mest blev brugt som indskifter.

### Nürnberg
For at give Serra mulighed for mere spilletid udlejede AGF ham i sommeren 2024 til 2. Bundesligaklubben 1. FC Nürnberg for den følgende sæson. Her fik han otte kampe, inden han vendte tilbage til Aarhus.

## Landshold
Serra spillede på flere af de tyske ungdomslandshold og opnåede i alt 31 kampe på disse hold, heraf 16 på Tyskland U/21.